# Obidossima
L'obidossima (o obidoxima) è un farmaco utilizzato come antidoto specifico nell'avvelenamento da alchilfosfati, alchiltiofosfati, esteri dell'acido fosforico ed esteri dell'acido tiofosforico. La molecola è in grado di riattivare l'enzima acetilcolinesterasi inibito dai composti organofosfati e dal gas nervino.
Gli esteri organofosforici inducono effetti tossici acuti principalmente inibendo l'attività della acetilcolinesterasi a livello delle sinapsi colinergiche del sistema nervoso. In seguito ad intossicazione l'enzima acetilcolinesterasi viene inattivato grazie ad un processo di alchilfosforilazione. L'inattivazione determina un accumulo di acetilcolina che in un primo momento stimola la neurotrasmissione e dopo la inibisce. La gravità dell'avvelenamento dipende dal grado di inibizione dell'acetilcolinesterasi.
Nei soggetti intossicati la causa di morte più frequente è l'insufficienza respiratoria, la quale si instaura per l'indebolimento dei muscoli della respirazione (sindrome nicotinica), per la comparsa di una sindrome muscarinica polmonare (caratterizzata da broncospasmo e broncorrea), e per depressione dei centri del respiro ponto midollari nel sistema nervoso centrale.

## Farmacodinamica
Obidoxima esercita il suo effetto agendo sul complesso estere organofosforico-acetilcolinesterasi rompendone il legame.
Ne consegue la riattivazione della acetilcolinesterasi, che può di nuovo svolgere la sua normale funzione.
Obidoxima presenta anche un effetto diretto di disintossicazione sulle molecole organofosforiche.
L'attività del farmaco come antidoto dipende, come per gli altri ossimi, dalla presenza nella molecola di un atomo di azoto quaternario localizzato ad idonea distanza dal gruppo ossimico.
Il pKa ottimale di un'ossima riattivatore è di 7,6-8. Obidoxima è anche fortemente nucleofilo e dissociabile e, poiché presenta due siti attivi per molecola, è considerato più efficace del pralidoxima cloruro.
A basse dosi, l'antidoto possiede un effetto anticolinergico atropino-simile, mentre a dosi elevate può inibire l'attività della acetilcolinesterasi e comportarsi da blando colinergico. I diversi effetti possono essere spiegati dal cambiamento dell'equilibrio tra acetilcolinesterasi inibita e acetilcolina aumentata, oppure da una possibile depolarizzazione dei siti post-sinaptici indotta dallo stesso obidoxima. Nel sistema nervoso periferico l'obidoxima esercita un'inibizione curaro-simile e una protezione dei recettori nicotinici e, quando somministrato in combinazione con atropina, un effetto sinergico sulla normalizzazione della pressione arteriosa.
Obidoxima non è ugualmente attivo nei confronti di tutti i composti organofosforici. Risulta infatti molto efficace negli avvelenamenti da parathion, meno efficace nei confronti di malathion e dimetoato, e di efficacia minima nei confronti del fenthion.
Il farmaco è totalmente inattivo in caso di avvelenamento da triamfos, da mevinfos, e da demeton-O-metilsolfossido.

## Farmacocinetica
L'obidoxima dopo assunzione per via orale è scarsamente assorbito dal tratto gastrointestinale. Dopo somministrazione orale di una dose di 1 g, si ottengono concentrazioni plasmatiche massime di solo 1 µg/ml.
Circa 20 minuti dopo l'iniezione per via endovenosa o 30 minuti dopo iniezione intramuscolare si raggiungono livelli ematici di obidoxima pari a 6 µg/ml. Tali concentrazioni plasmatiche scendono a 1-2 µg/ml entro 4 ore. Da ciò si deduce che l'effetto di antidoto si protrae per 4 ore.

La molecola di obidoxima diffonde lentamente attraverso le membrane e nei tessuti biologici. Il farmaco permea gli eritrociti, raggiungendo le stesse concentrazioni presenti nel plasma. Ne deriva una inibizione anche dell'acetilcolinesterasi eritrocitaria. 
Obidoxima, contrariamente ad altri composti contenenti un ammonio quaternario, quando somministrata a dosi elevate per via endovenosa riesce a superare in parte la barriera ematoencefalica, riattivando l'acetilcolinesterasi a livello dei siti muscarinici cerebrali.
La conferma viene da studi sperimentali nel gatto e nel coniglio, nei quali a distanza di 10 minuti dall'iniezione endovenosa di 50 mg/kg si ottengono nel liquido cerebrospinale concentrazioni di 6 µg/ml.

Obidoxima non si lega in modo significativo alle proteine plasmatiche e il suo volume di distribuzione è di 0,173 l/kg. L'emivita di eliminazione risulta di 83±10 minuti e la sua clearance renale (97±17 ml/min) è inferiore a quella della creatinina.
Obidoxima viene escreto nelle urine in gran parte come farmaco immodificato: in 2 ore viene eliminata oltre la metà di una dose (52%) mentre nell'arco delle 8 ore l'eliminazione raggiunge l'87%.
In soggetti volontari non intossicati da composti organofosforici non sono stati individuati metaboliti del farmaco.
Al contrario dopo somministrazione di obidoxima come antidoto nell'avvelenamento da organofosforici sono state riscontrate grandi quantità di prodotti risultanti dalla disgregazione dell'obidoxima fosforilato.

## Tossicologia
Nel topo i valori della DL50 sono 70 mg/kg per via endovenosa, 170 mg/kg per via intramuscolare, 150 mg/kg per via intraperitoneale, > 2240 mg/kg per os.

Nel ratto sono 130 mg/kg per via endovenosa, 220 mg/kg per via intraperitoneale, > 4000 mg/kg per os.

## Usi clinici
L'obidoxima cloruro è un antidoto specifico impiegato nel trattamento dell'avvelenamento acuto da pesticidi organofosfati inibitori dell'acetilcolinesterasi. Il farmaco viene spesso somministrato in concomitanza con atropina, con la quale è noto un marcato sinergismo attribuibile ad effetti di localizzazione e di distribuzione. Nei pazienti gravemente intossicati, le convulsioni non rispondono all'obidoxima cloruro e devono essere trattate con benzodiazepine.
Nei casi più gravi la respirazione artificiale e altre misure di supporto possono risultare essenziali per la sopravvivenza del paziente.
Il trattamento dell'avvelenamento da organofosforici include una serie di misure comprendenti la decontaminazione, l'assistenza respiratoria, l'infusione dell'antidoto ed il ricorso a misure di supporto. Nel paziente cosciente è possibile ricorrere alla somministrazione di sciroppo di ipecacuana al fine di indurre il vomito. Nel paziente privo di sensi si può invece effettuare una lavanda gastrica, protezione delle vie aeree (con eventuale intubazione tracheale) e somministrazione enterica di carbone vegetale attivato.
In soggetti in cui si sospetta un possibile assorbimento cutaneo è utile ricorrere alla decontaminazione della cute e dei capelli con shampoo e saponi alcalini (quali ad esempio sodio ipoclorito o calcio ipoclorito). Infatti la gran parte dei composti organofosfati è instabile in condizioni alcaline.
La protezione delle vie aeree ed una attenta gestione della respirazione artificiale può essere sufficiente per evitare un esito letale poiché la principale causa di morte per avvelenamento da organofosforici è l'insufficienza respiratoria.
La ventilazione assistita va iniziata prima della somministrazione di atropina che potrebbe altrimenti precipitare una fibrillazione ventricolare nei pazienti poco ossigenati. Nell'adulto la dose iniziale di atropina è generalmente di 2 mg per endovena. La somministrazione può essere ripetuta, a intervalli di 10-60 minuti, finché il paziente non mostra segni di atropinizzazione.

## Effetti collaterali ed indesiderati
A tutt'oggi non è possibile stabilire quali siano gli effetti combinati di organofosforici e ossimi né se esista una relazione causale tra ossimi ed effetti collaterali.
Nel quadro clinico dell'avvelenamento da organofosforici prevalgono le aritmie cardiache che possono anche risultare letali. 
Il trattamento antidotico con ossimi pare contribuire al prolungamento dell'intervallo Q-T e, di conseguenza, sembra incrementare l'incidenza di aritmie ventricolari, tra cui la torsione di punta.
Secondo alcuni autori è possibile teorizzare un possibile effetto aritmogeno degli ossimi per azione diretta e non uniforme sulle proprietà elettriche e meccaniche delle fibre ventricolari del miocardio. La frequenza delle aritmie cardiache sembra correlata al dosaggio di obidoxima e atropina.
In una importante percentuale (circa il 9%) dei pazienti intossicati da parathion, al 7º giorno di trattamento con obidoxima, è stato riscontrato danno epatico transitorio.
Anche in questo caso non è chiaro se il danno possa essere attribuito all'avvelenamento stesso, alla terapia con obidoxima oppure ad entrambe le possibilità. Gli enzimi epatici (ALT ed AST) ritornano comunque ai valori normali entro 3-5 settimane.
È stata ipotizzata anche una correlazione tra la somministrazione di dosi elevate di obidoxima e la riduzione della velocità di filtrazione glomerulare. In alcuni pazienti il farmaco può comportare una crisi di insufficienza respiratoria, probabilmente a causa dell'effetto colinergico dell'obidoxima. Dopo la risoluzione dell'insufficienza respiratoria acuta sono stati segnalati comportamenti maniacali ed eccitamento, ma la sindrome psichiatrica regredisce entro 3-5 settimane.
In letteratura sono segnalati anche effetti avversi non dose-dipendenti quali dolore al sito di iniezione, vampate, sensazione di freddo a livello naso-faringeo, intorpidimento facciale, tachicardia lieve-moderata, ipertensione arteriosa transitoria. 
In tutti i volontari sani sottoposti a trattamento intramuscolare con dosi elevate di obidoxima cloruro è stata riscontrata xerostomia.

## Dosi terapeutiche
Il trattamento antidotico con obidoxima cloruro consiste nella somministrazione endovenosa di dosi di 4 mg/kg ogni 4 ore nei pazienti con respirazione spontanea e di dosi di 8 mg/kg ogni 4 ore nei pazienti con respirazione assistita.
Ciascuna dose deve essere iniettata nell'arco di 20 minuti.

## Interazioni
Quando obidoxima viene somministrata in associazione a morfina, aminofillina oppure fenotiazine le aritmie cardiache possono aggravarsi. Per questo motivo è bene evitare l'uso contemporaneo.
L'utilizzo di obidoxima è controindicato nell'intossicazione da carbamato poiché ne può esacerbare la tossicità.
Studi sperimentali effettuati su animali di laboratorio hanno dimostrato che il complesso carbamato-ossima è un potente inibitore della colinesterasi, molto più potente del carbamato preso singolarmente.
Anche l'uso concomitante di suxametonio cloruro, che viene spesso utilizzato per determinare rilassamento muscolare nei pazienti sottoposti a ventilazione artificiale, è controindicato.
Se contemporaneamente a obidoxima devono essere somministrati dopamina o altri vasocostrittori è d'obbligo un attento monitoraggio cardiaco. L'antidoto deve essere usato con cautela nei pazienti affetti da insufficienza renale.
La somministrazione concomitante di fenotiazine, reserpina, teofillina o aminofillina potrebbe peggiorare le aritmie cardiache indotte dall'avvelenamento da organofosforici. Un pretrattamento con paraldeide, qualche volta impiegata per controllare le convulsioni intrattabili, può ridurre l'effetto dell'obidoxima cloruro. L'azione dei barbiturici (usati per controllare le convulsioni indotte dall'avvelenamento da organofosforici) può essere potenziata dall'obidoxima cloruro.